# Waddington (New York)
Pour les articles homonymes, voir Waddington.
Ne doit pas être confondu avec Waddington (village, New York).
Waddington est une ville du comté de Saint Lawrence, dans l'État de New York, aux États-Unis,. En 2010, elle comptait une population de 2 266 habitants.

## Démographie
Lors du recensement de 2010, la ville comptait une population de 2 266 habitants, tandis qu'en 2016, elle est estimée à 2 238 habitants.